# جيانلوكا رينالديني
جيانلوكا رينالديني (بالإيطالية: Gianluca Rinaldini)‏ مواليد 10 أغسطس 1959 في فاينزا، إيطاليا، هو لاعب كرة مضرب إيطالي سابق وكان يلعب باليد اليمنى. أعلى تصنيف له في الفردي كان المركز الـ 128 في سنة 1983. أعلى تصنيف له في الزوجي كان المركز الـ 259 في سنة 1983.

## النهائيات

### الفردي: (1)
| الرقم | السنة | الدورة          | الأرضية | المنافس في النهائي | النتيجة في النهائي |
| ----- | ----- | --------------- | ------- | ------------------ | ------------------ |
| 1.    | 1981  | كادونا, نيجيريا | ترابية  | جيرالد ميلد        | 6–3, 6–4           |

## روابط خارجية
- جيانلوكا رينالديني على موقع رابطة محترفي التنس (الإنجليزية)
- جيانلوكا رينالديني على موقع الاتحاد الدولي لكرة المضرب (الإنجليزية)
- جيانلوكا رينالديني على موقع خلاصة التنس.كوم (الإنجليزية)